# Pheugopedius genibarbis
A garrincha-de-bigode ou garrinchão-pai-avô (Pheugopedius genibarbis) é uma espécie de ave passeriforme da família dos trogloditídeos, nativa da América do Sul. Ocorre em toda Amazônia brasileira, como também no Mato Grosso e Goiás, e possui outra população desjunta que ocorre na Mata Atlântica do Espírito Santo até o Rio Grande do Norte. Habita o sub-bosque das florestas, principalmente nos emaranhados ao redor de rios e lagos.

## Subespécies
Possui cinco subespécies reconhecidas:
- Pheugopedius genibarbis juruanus: ocorre no oeste da Amazônia brasileira até o Sudeste do Peru, na região de Ucayali e no noroeste da Bolívia;
- Pheugopedius genibarbis genibarbis: ocorre no leste do Brasil, do estado do Maranhão até o estado do Espírito Santo, também é encontrado na região da Amazônia brasileira, até o Rio Madeira;
- Pheugopedius genibarbis interceden: ocorre na região central do Brasil, do estado de Goiás até o estado de Minas Gerais e Mato Grosso;
- Pheugopedius genibarbis bolivianus: ocorre nas planícies da Bolívia, na região de La Paz, Cochabamba e Santa Cruz;[3]

## Características gerais
A garrincha-de-bigode alimenta-se de insetos. Seu ninho é geralmente construído em sub-bosques de florestas, onde há vegetais arbustivos, nas margens dos rios e de lagos. É um tanto quanto engenhoso, feito de fibras vegetais, em formato de bola e uma entrada lateral, sobre a qual constrói um longo puxado vedado. No interior do ninho está a câmara em forma de cesta profunda. Faz também outro ninho para dormir, onde cabe apenas um indivíduo. Vive aos pares e é de difícil visualização, pois se esconde em meio  a vegetação.